# Ligne Odakyū Odawara
La ligne Odakyū Odawara (小田急小田原線, Odakyū-Odawara-sen) est la ligne ferroviaire principale de la compagnie Odakyū au Japon. Elle relie la gare de Shinjuku à Tokyo à celle d'Odawara dans la préfecture de Kanagawa. C'est une ligne avec un fort trafic de trains de banlieue, mais également avec des services express touristiques Romancecar vers Hakone, Gotenba, Numazu et Enoshima.

## Histoire
La ligne Odawara a été inaugurée le 1er avril 1927 entre Shinjuku et Odawara. Elle appartenait alors à la compagnie Odawara Express Railway (小田原急行鉄道株式会社, Odawara Kyūkō Tetsudō Kabushiki-gaisha). Dès le début de l'exploitation, la ligne était entièrement électrifiée et à double voie, ce qui était rare à l'époque pour un réseau privé au Japon.
En 1942, la compagnie Odawara Express Railway fut intégrée à la compagnie Tōkyū qui exploita alors la ligne. En 1948, la fusion fut dissoute et la ligne passa sous le contrôle de la compagnie Odakyū nouvellement fondée.
En 1950, des services interconnectés furent mis en place avec la ligne Hakone Tozan jusqu'à Hakone-Yumoto. En 1955, un raccordement avec le réseau de la Japanese National Railways donna la possibilité d'effectuer des services vers Gotenba. Enfin depuis 1978, une interconnexion à Yoyogi-Uehara avec la ligne Chiyoda permet à certains trains de la ligne de continuer dans le centre de Tokyo.
Depuis le début des années 2000, un grand projet de quadruplement des voies entre Yoyogi-Uehara et Mukōgaoka-Yūen a été lancé dans le but de désengorger la ligne.

## Caractéristiques

### Ligne
- Longueur : 82,5 km
- Ecartement : 1 067 mm
- Alimentation : 1 500 Vcc par caténaire
- Nombre de voies : 
  - Quadruple voie Yoyogi-Uehara à Noborito,
  - Triple voie de Noborito à Mukōgaoka-Yūen,
  - Double voie de Shinjuku à Yoyogi-Uehara et de Mukōgaoka-Yūen à Odawara.

### Interconnexion
La ligne est interconnectée avec :
- la ligne Chiyoda à Yoyogi-Uehara,
- la ligne Tama à Shin-Yurigaoka,
- la ligne Enoshima à Sagami-Ōno,
- la ligne Gotemba à Shin-Matsuda,
- la ligne Hakone Tozan à Odawara.

### Liste des gares
La ligne Odawara comporte 47 gares, numérotés de OH-01 à OH-47.
| Numéro | Gare               | Nom japonais | Distance depuis Shinjuku (km) | Correspondances | Localisation | Localisation |
| ------ | ------------------ | ------------ | ----------------------------- | --- | ------------ | ------------ |
| OH-01  | Shinjuku           | 新宿         | 0                             | JR East : Chūō, Chūō-Sōbu, Saikyō, Shōnan-Shinjuku, Yamanote Keiō : Keiō, Nouvelle Keiō Tokyo Metro : Marunouchi Toei : Ōedo, Shinjuku | Shinjuku     | Tokyo        |
| OH-02  | Minami-Shinjuku    | 南新宿       | 0,8                           | | Shibuya      | Tokyo        |
| OH-03  | Sangūbashi         | 参宮橋       | 1,5                           | | Shibuya      | Tokyo        |
| OH-04  | Yoyogi-Hachiman    | 代々木八幡   | 2,7                           | | Shibuya      | Tokyo        |
| OH-05  | Yoyogi-Uehara      | 代々木上原   | 3,5                           | Tokyo Metro : Chiyoda (interconnexion)                                                                                                 | Shibuya      | Tokyo        |
| OH-06  | Higashi-Kitazawa   | 東北沢       | 4,2                           | | Setagaya     | Tokyo        |
| OH-07  | Shimo-Kitazawa     | 下北沢       | 4,9                           | Keiō : Inokashira | Setagaya     | Tokyo        |
| OH-08  | Setagaya-Daita     | 世田谷代田   | 5,6                           | | Setagaya     | Tokyo        |
| OH-09  | Umegaoka           | 梅ヶ丘       | 6,3                           | | Setagaya     | Tokyo        |
| OH-10  | Gōtokuji           | 豪徳寺       | 7,0                           | Tōkyū : Setagaya (à Yamashita) | Setagaya     | Tokyo        |
| OH-11  | Kyōdō              | 経堂         | 8,0                           | | Setagaya     | Tokyo        |
| OH-12  | Chitose-Funabashi  | 千歳船橋     | 9,2                           | | Setagaya     | Tokyo        |
| OH-13  | Soshigaya-Ōkura    | 祖師ヶ谷大蔵 | 10,6                          | | Setagaya     | Tokyo        |
| OH-14  | Seijōgakuen-Mae    | 成城学園前   | 11,6                          | | Setagaya     | Tokyo        |
| OH-15  | Kitami             | 喜多見       | 12,7                          | | Setagaya     | Tokyo        |
| OH-16  | Komae              | 狛江         | 13,7                          | | Komae        | Tokyo        |
| OH-17  | Izumi-Tamagawa     | 和泉多摩川   | 14,4                          | | Komae        | Tokyo        |
| OH-18  | Noborito           | 登戸         | 15,2                          | JR East : Nambu | Kawasaki     | Kanagawa     |
| OH-19  | Mukōgaoka-Yūen     | 向ヶ丘遊園   | 15,8                          | | Kawasaki     | Kanagawa     |
| OH-20  | Ikuta (ja)         | 生田         | 17,9                          | | Kawasaki     | Kanagawa     |
| OH-21  | Yomiuri-Land-mae   | 読売ランド前 | 19,2                          | | Kawasaki     | Kanagawa     |
| OH-22  | Yurigaoka          | 百合ヶ丘     | 20,5                          | | Kawasaki     | Kanagawa     |
| OH-23  | Shin-Yurigaoka     | 新百合ヶ丘   | 21,5                          | Odakyū : Tama (interconnexion) | Kawasaki     | Kanagawa     |
| OH-24  | Kakio              | 柿生         | 23,4                          | | Kawasaki     | Kanagawa     |
| OH-25  | Tsurukawa          | 鶴川         | 25,1                          | | Machida      | Tokyo        |
| OH-26  | Tamagawagakuen-mae | 玉川学園前   | 27,9                          | | Machida      | Tokyo        |
| OH-27  | Machida            | 町田         | 30,8                          | JR East : Yokohama | Machida      | Tokyo        |
| OH-28  | Sagami-Ōno         | 相模大野     | 32,3                          | Odakyū : Enoshima (interconnexion) | Sagamihara   | Kanagawa     |
| OH-29  | Odakyū-Sagamihara  | 小田急相模原 | 34,7                          | | Sagamihara   | Kanagawa     |
| OH-30  | Sōbudai-mae        | 相武台前     | 36,9                          | | Zama         | Kanagawa     |
| OH-31  | Zama               | 座間         | 39,2                          | | Zama         | Kanagawa     |
| OH-32  | Ebina              | 海老名       | 42,5                          | JR East : Sagami Sōtetsu : Sōtetsu | Ebina        | Kanagawa     |
| OH-33  | Atsugi             | 厚木         | 44,1                          | JR East : Sagami | Ebina        | Kanagawa     |
| OH-34  | Hon-Atsugi         | 本厚木       | 45,4                          | | Atsugi       | Kanagawa     |
| OH-35  | Aikō-Ishida        | 愛甲石田     | 48,5                          | | Atsugi       | Kanagawa     |
| OH-36  | Isehara            | 伊勢原       | 52,2                          | | Isehara      | Kanagawa     |
| OH-37  | Tsurumaki-Onsen    | 鶴巻温泉     | 55,9                          | | Hadano       | Kanagawa     |
| OH-38  | Tōkaidaigaku-mae   | 東海大学前   | 57,0                          | | Hadano       | Kanagawa     |
| OH-39  | Hadano             | 秦野         | 61,7                          | | Hadano       | Kanagawa     |
| OH-40  | Shibusawa          | 渋沢         | 65,6                          | | Hadano       | Kanagawa     |
| OH-41  | Shin-Matsuda       | 新松田       | 71,8                          | JR Central : Gotemba (à Matsuda) (interconnexion)                                                                                      | Matsuda      | Kanagawa     |
| OH-42  | Kaisei             | 開成         | 74,3                          | | Kaisei       | Kanagawa     |
| OH-43  | Kayama             | 栢山         | 76,2                          | | Odawara      | Kanagawa     |
| OH-44  | Tomizu             | 富水         | 77,8                          | | Odawara      | Kanagawa     |
| OH-45  | Hotaruda           | 螢田         | 79,2                          | | Odawara      | Kanagawa     |
| OH-46  | Ashigara           | 足柄         | 80,8                          | | Odawara      | Kanagawa     |
| OH-47  | Odawara            | 小田原       | 82,5                          | Hakone Tozan : Hakone Tozan (interconnexion) JR Central : Shinkansen Tōkaidō, Tōkaidō Izuhakone : Daiyūzan                             | Odawara      | Kanagawa     |

## Matériel roulant
La ligne est parcourue par les trains des compagnies Odakyū, JR East et Tokyo Metro.

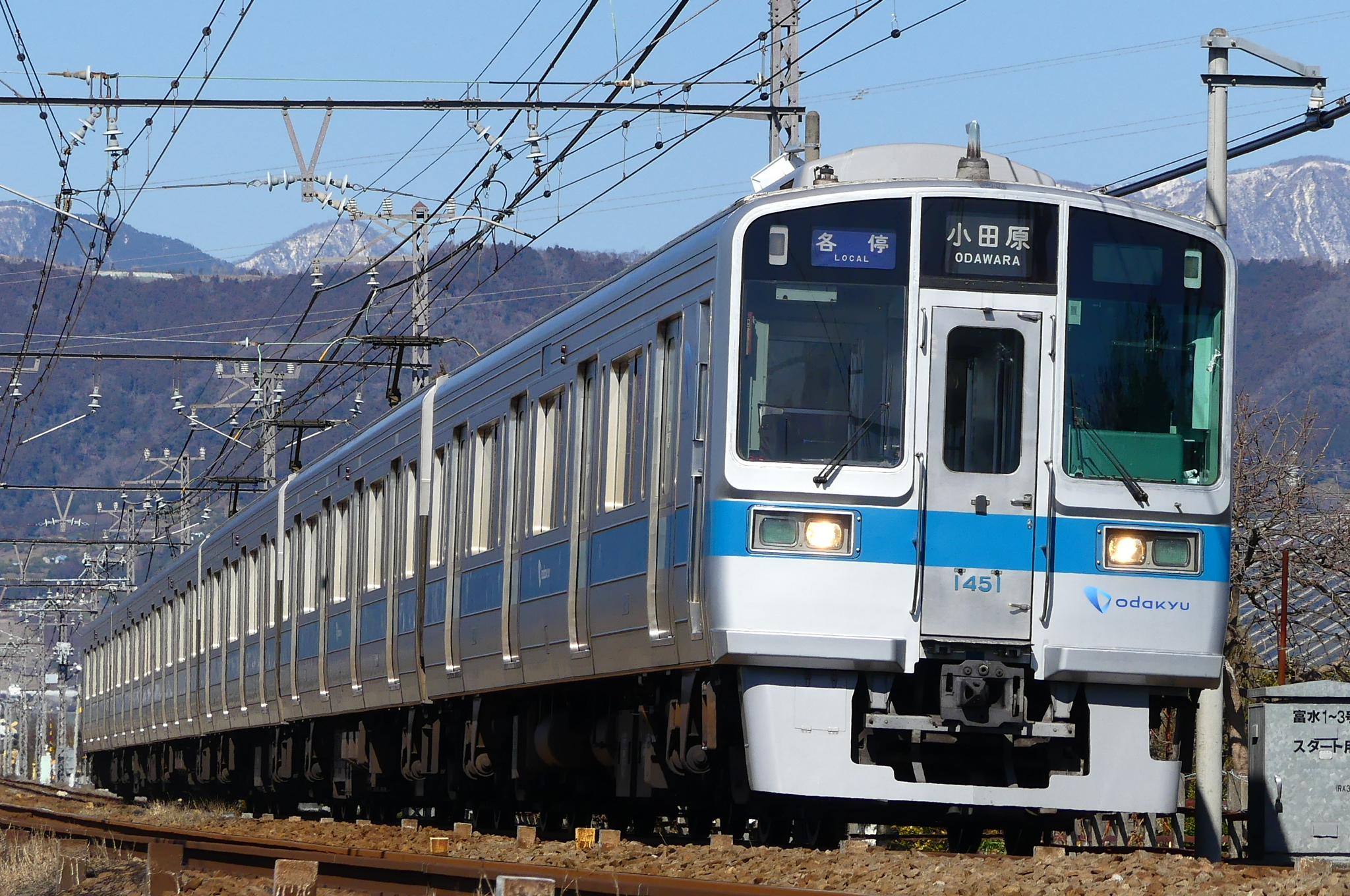
Odakyū série 1000
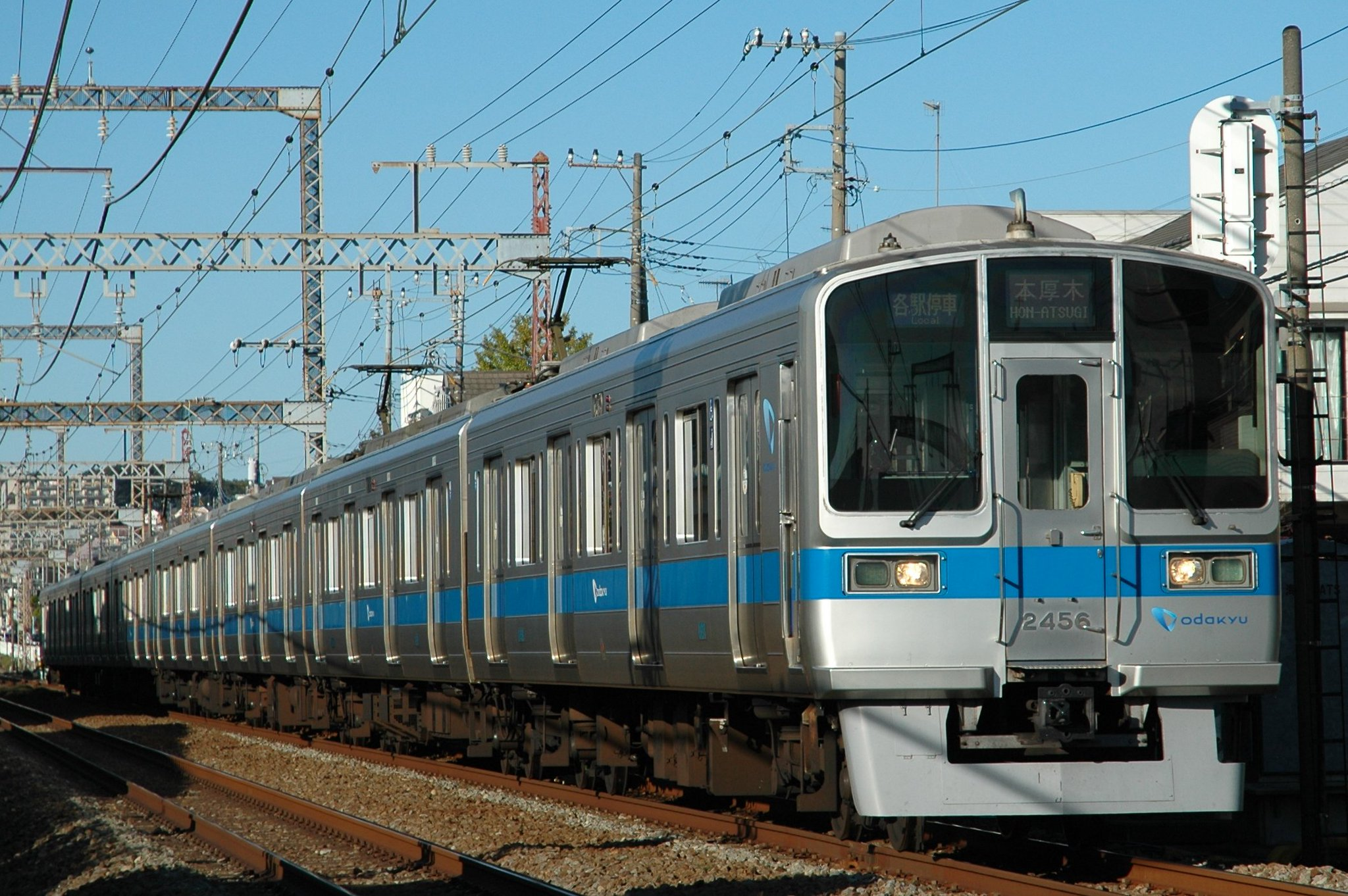
Odakyū série 2000
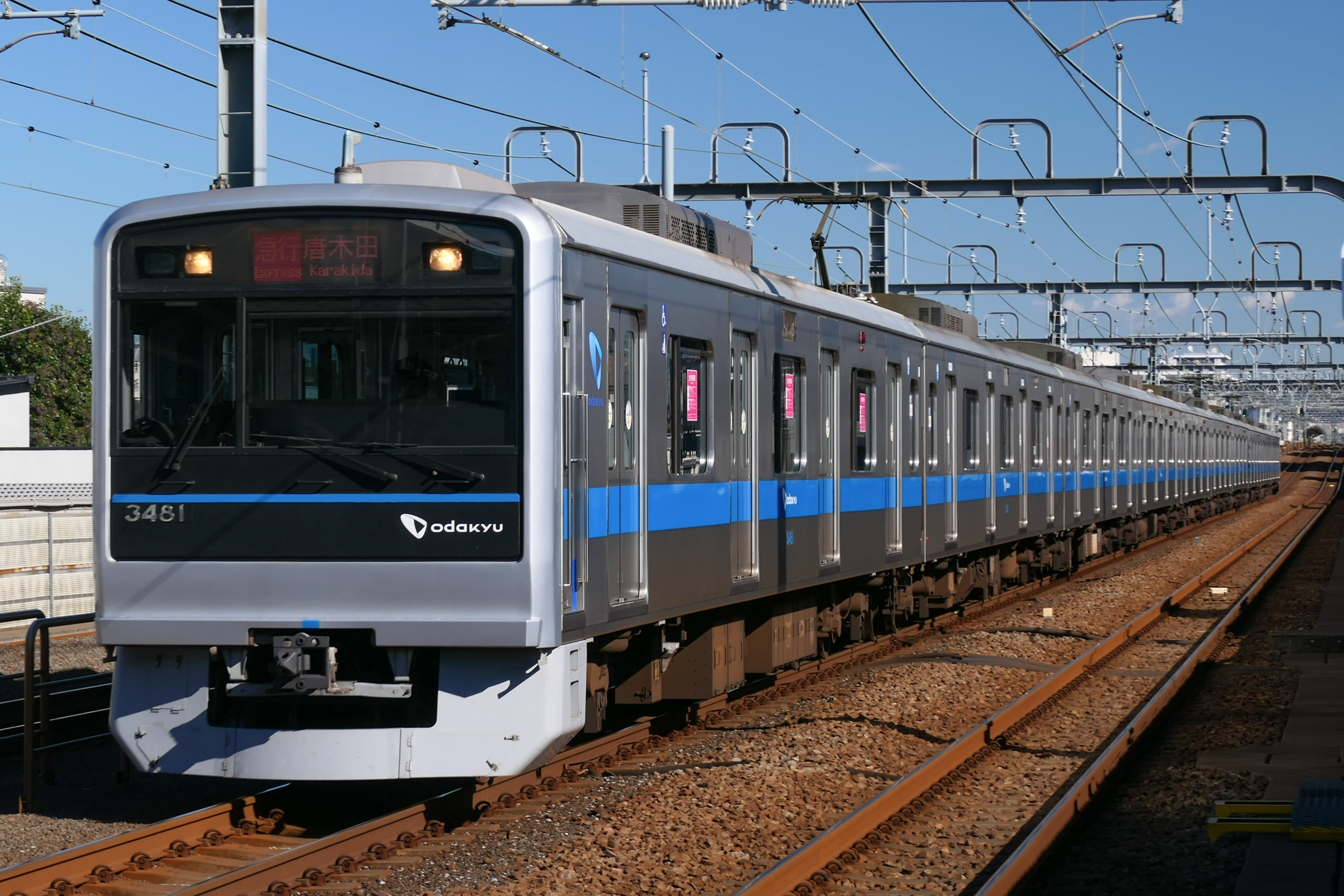
Odakyū série 3000
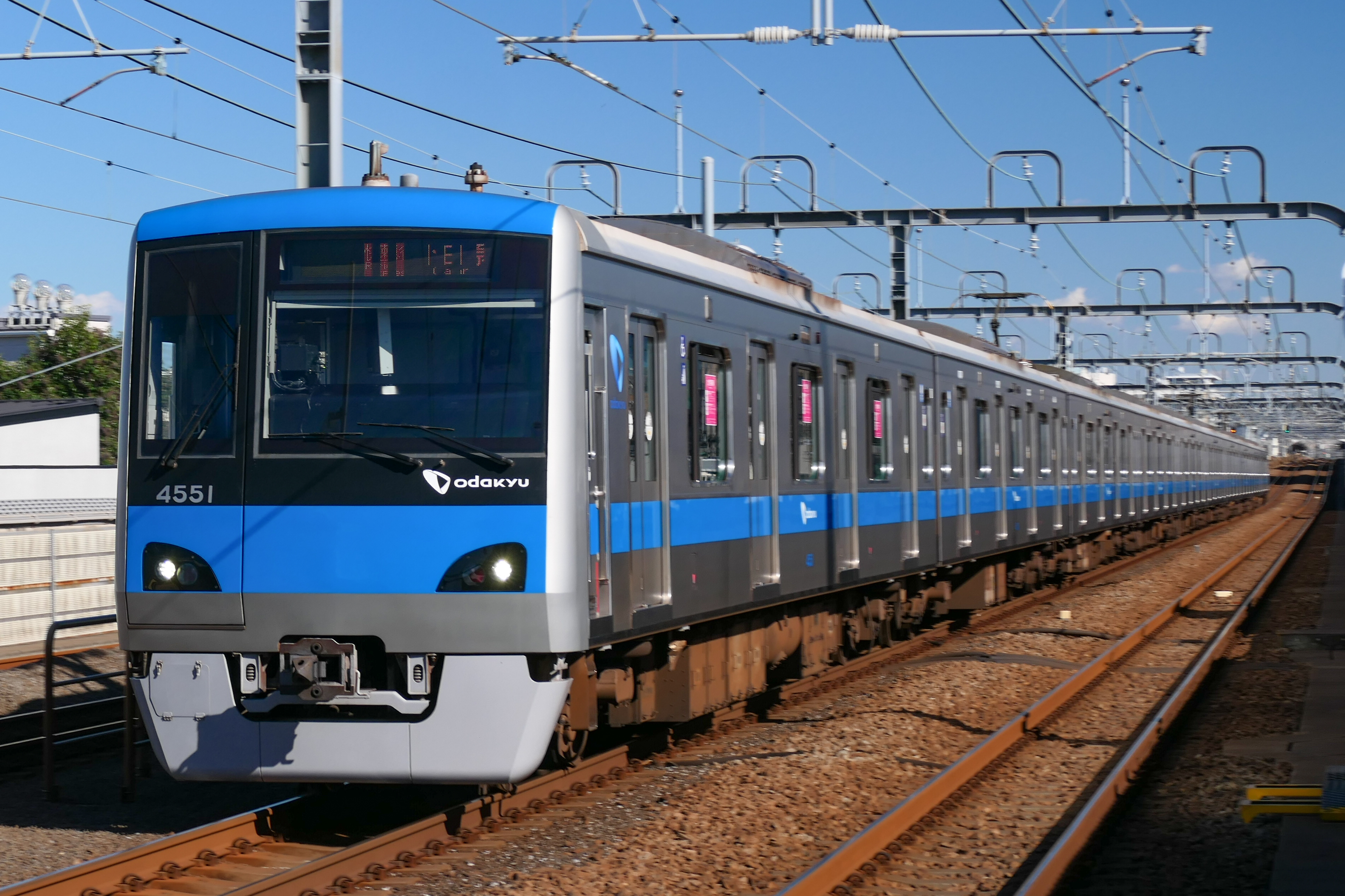
Odakyū série 4000
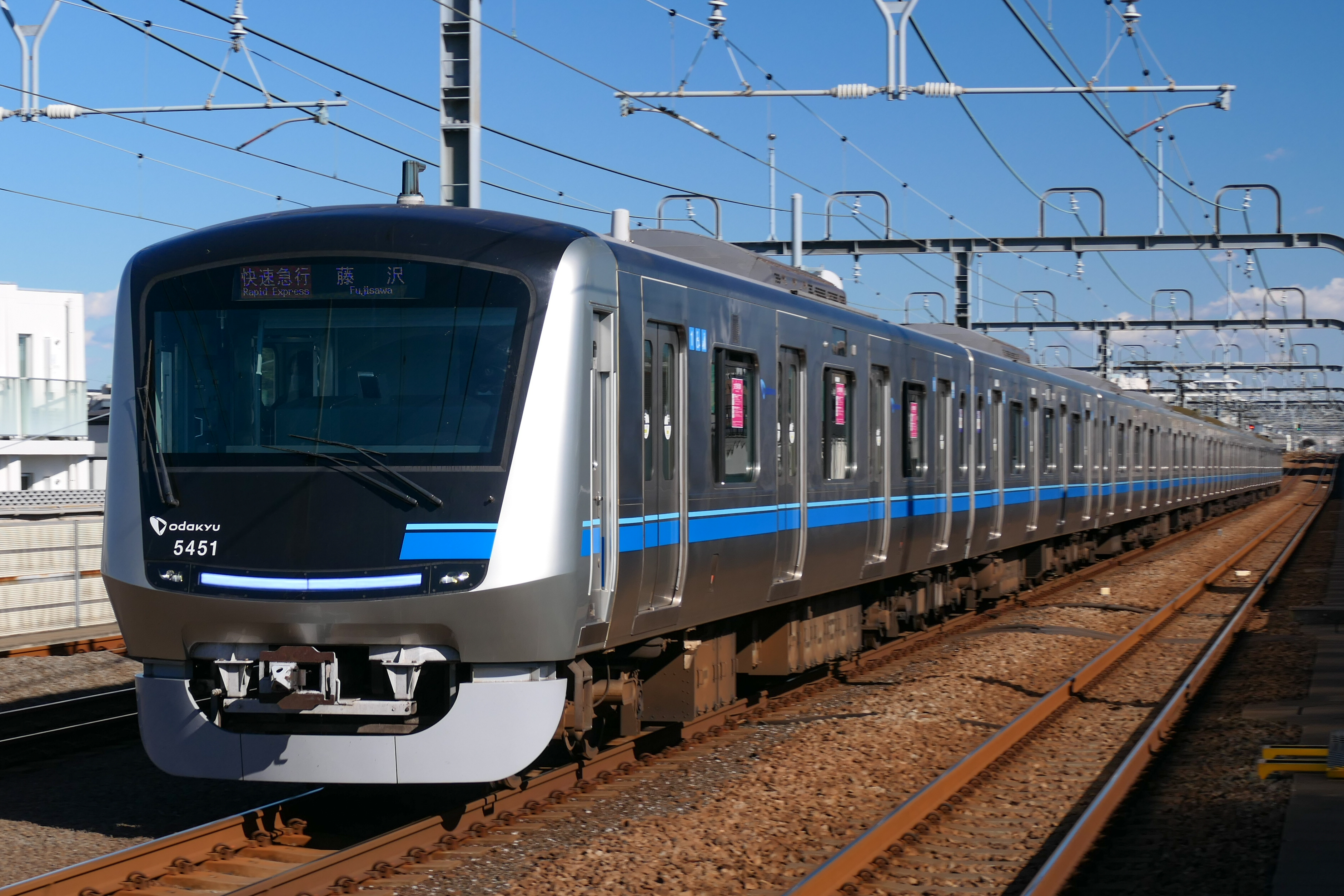
Odakyū série 5000
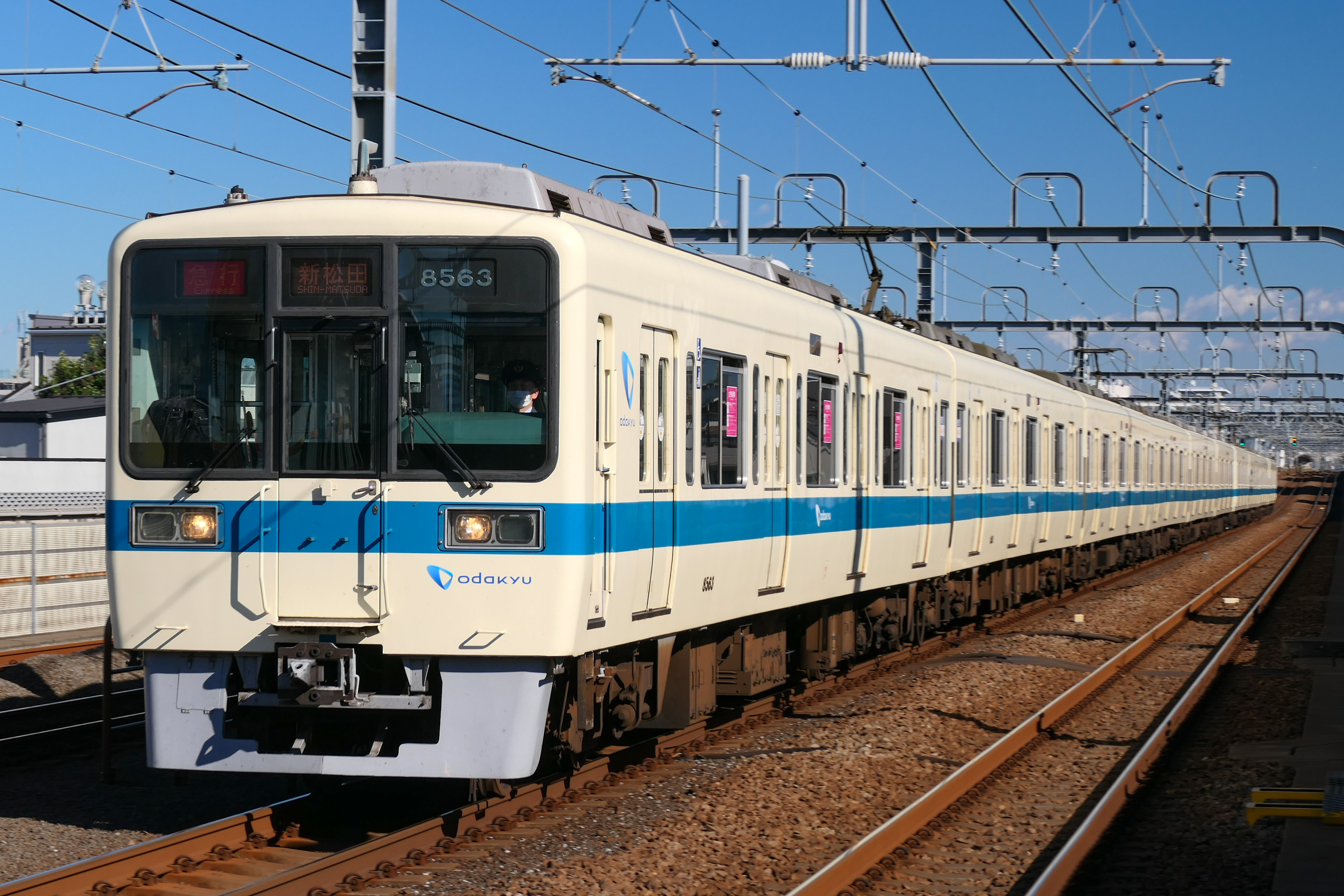
Odakyū série 8000
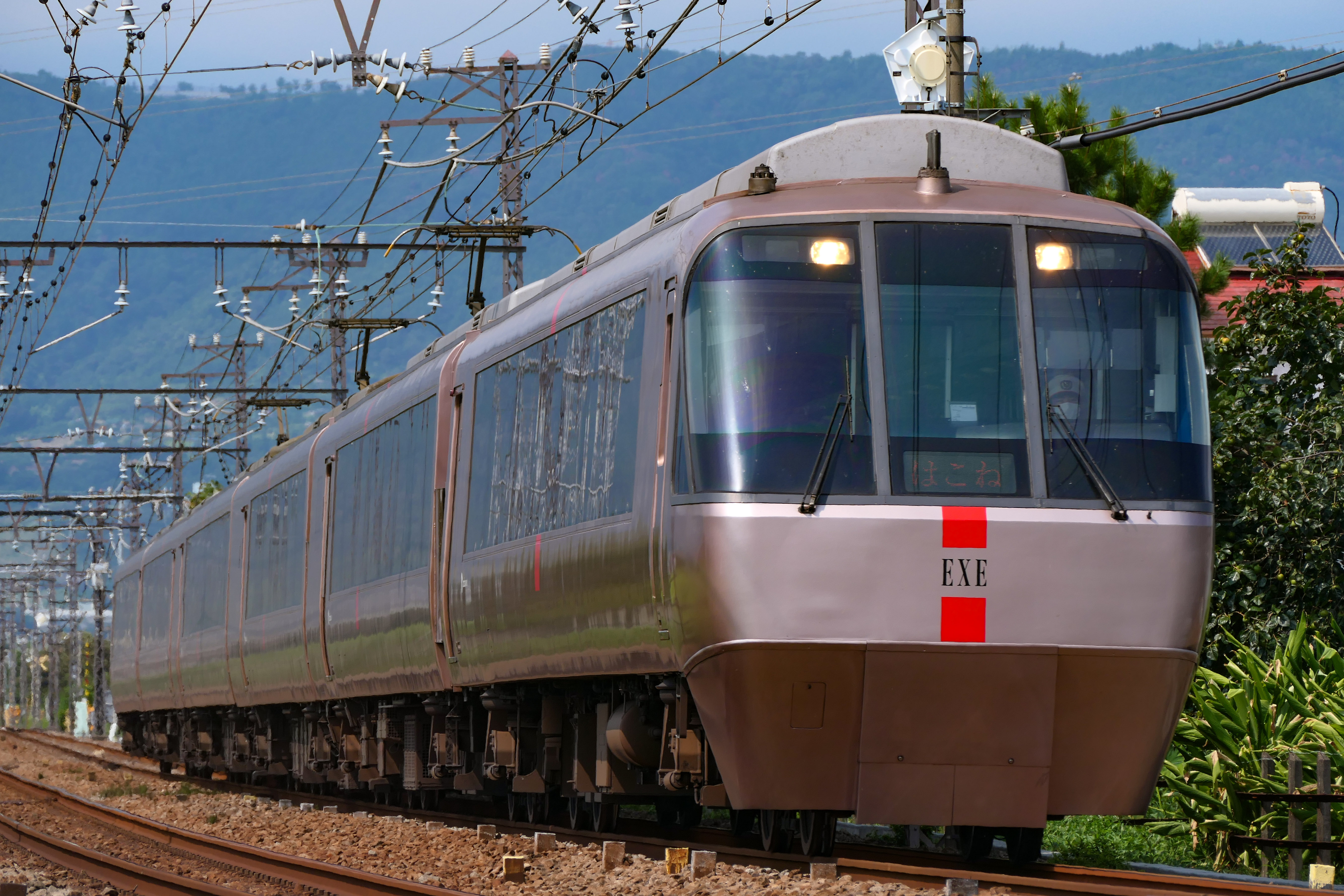
Odakyū série 30000 EXE
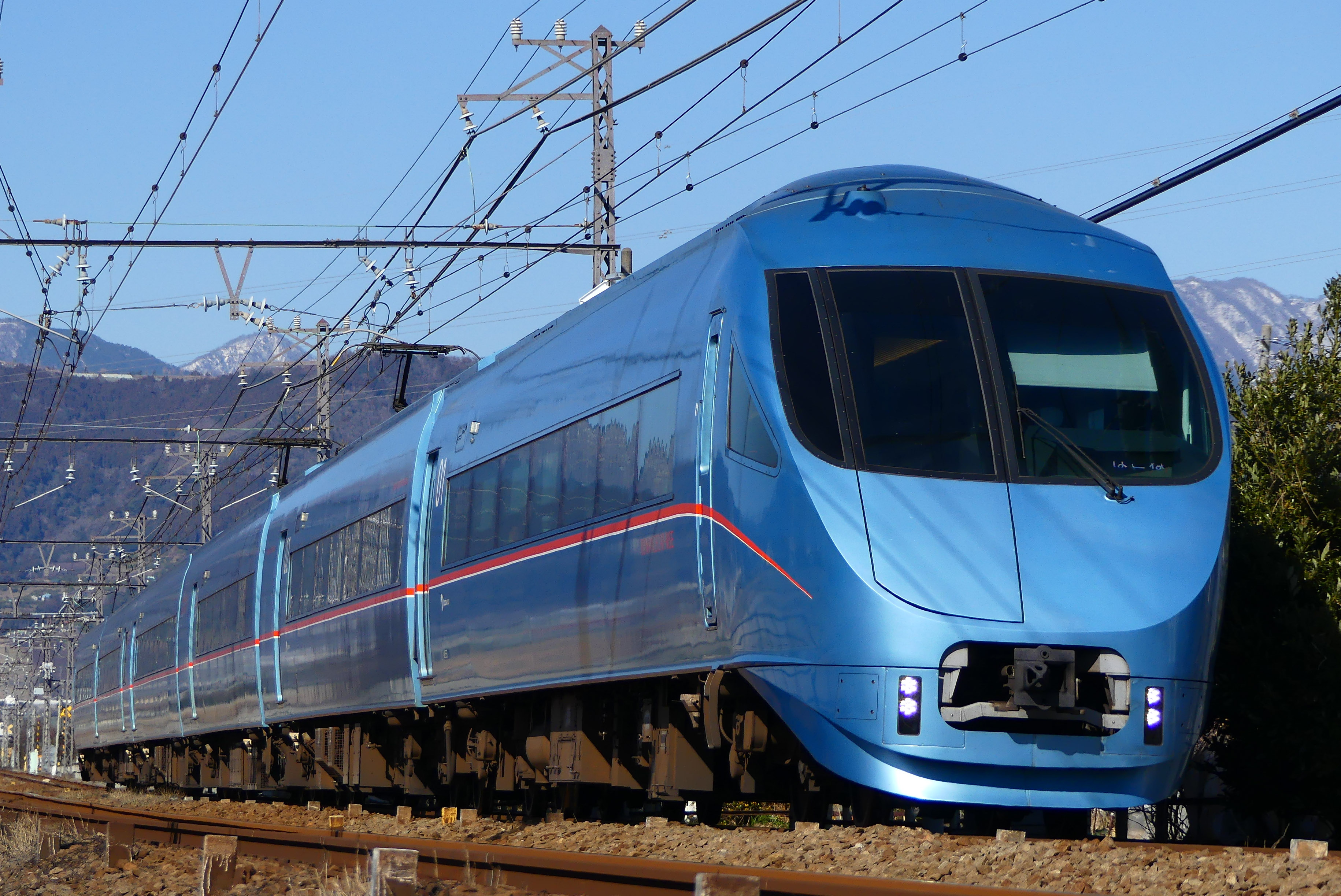
Odakyū série 60000 MSE
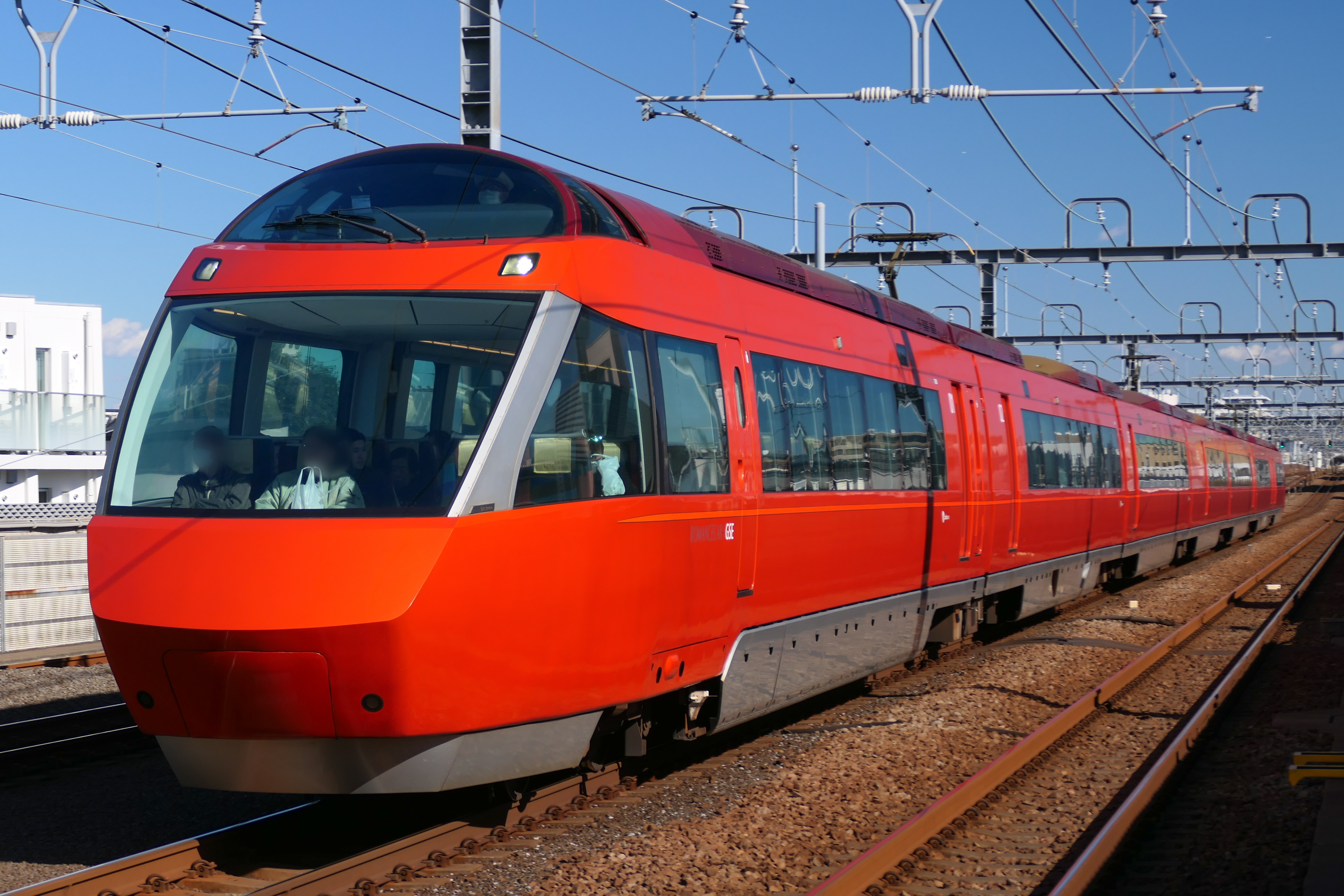
Odakyū série 70000 GSE
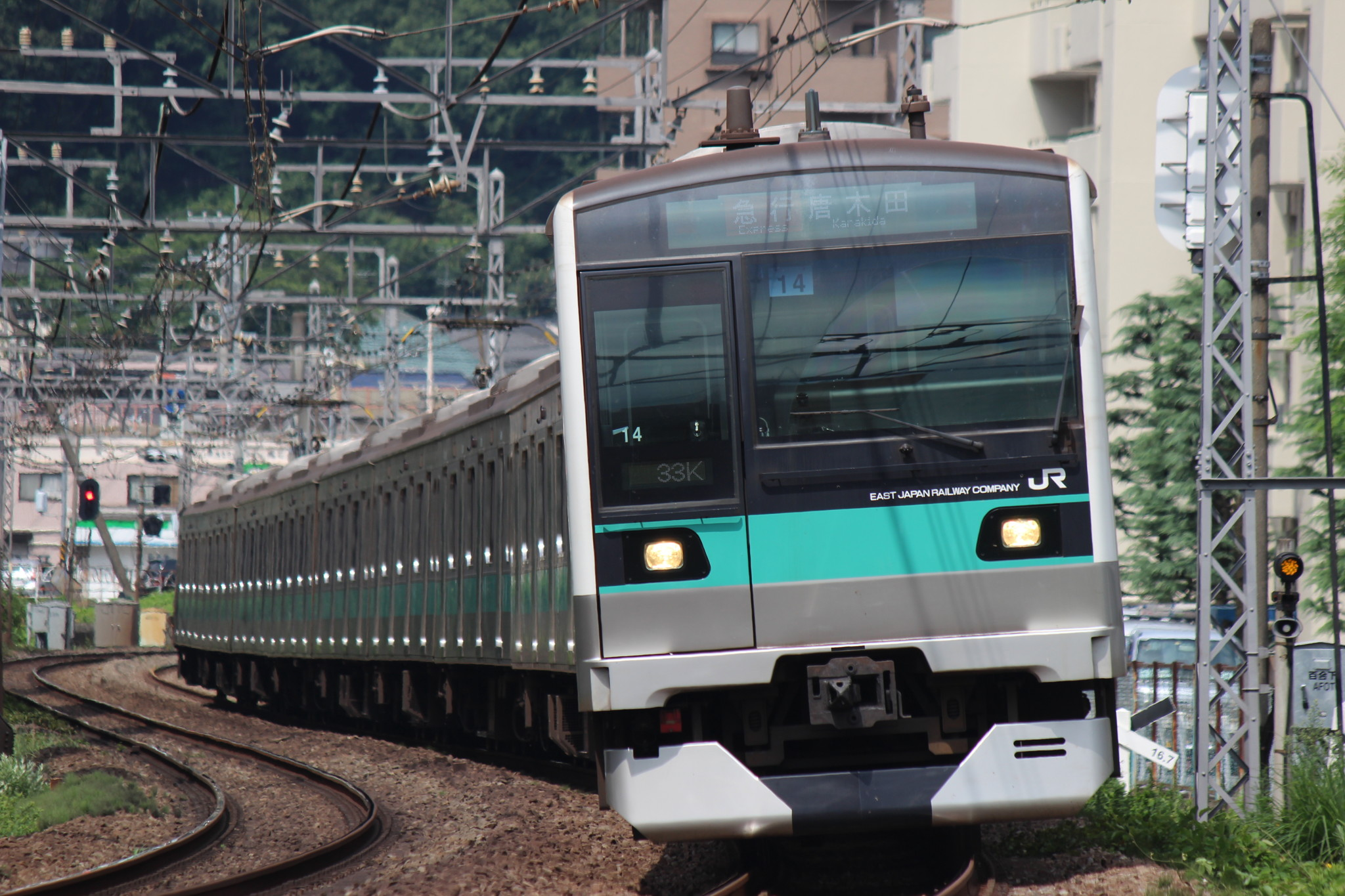
JR East série E233-2000
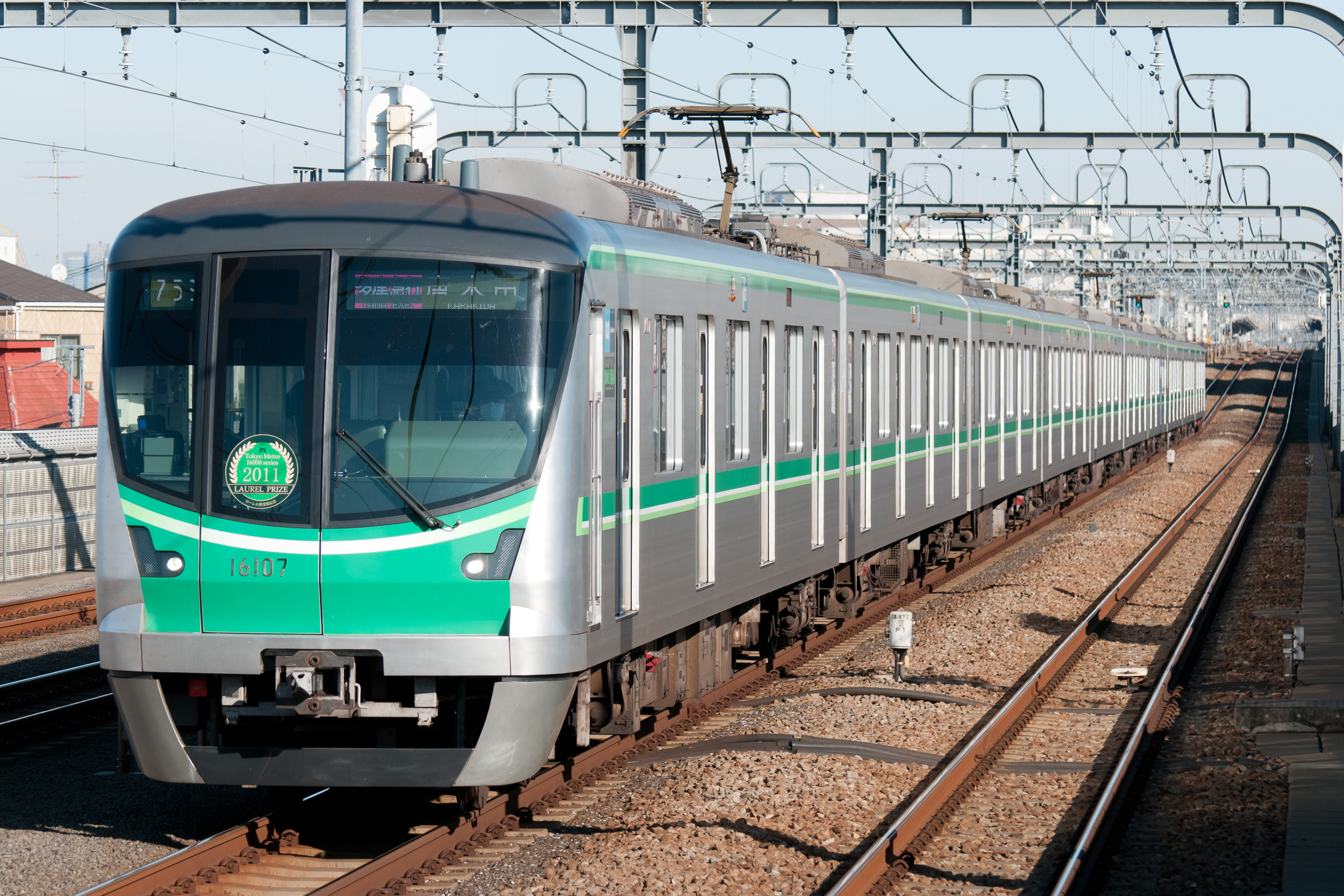
Tokyo Metro série 16000

## En simulation
La ligne fait partie des six itinéraires par défaut du jeu Microsoft Train Simulator (MSTS).